# Alternanthera paronychioides
Với loài khác cùng tên Dệu xem thêm Alternanthera sessilis
Alternanthera paronychioides tên tiếng Việt gọi dệu, diếc bò là loài thực vật có hoa thuộc họ Dền. Loài này được A.St.-Hil. mô tả khoa học đầu tiên năm 1833.